# Ульва азовська
Ульва азовська (Ulva maeotica), Ентероморфа азовська — вид зелених водоростей родини ульвові. Рідкісний регіональний ендемік, що трапляється біля узбереж Одеської, Херсонської, Запорізької областей та Криму. Вид занесений до Червоної книги України.

## Біологія виду
Слань світло-зелена міхуро- до витягнуто-яйцеподібної чи еліпсоїдної форми, на короткій ніжці, яка злегка розширюється в підошву, та з отвором на верхівці, 2—20 см заввишки, 0,5—0,8 см завширшки. Клітини розташовані безладно, багатокутні, з заокругленими кутами, висота більша за ширину в 1,3—2 рази, 13—23 мкм завширшки, 12—38 мкм завдовжки. Хлоропласт з 2—7 піреноїдами.

## Поширення
Характеризується азово-чорноморським ареалом, трапляється біля узбережжя Росії та України. Популяції локальні, невеликі. Каркінітська затока та Одеське узбережжя, Молочний та Утлюкський лимани, Бердянська коса, «Лебедині острови», Сиваш, Південний берег Криму. Спостерігається тенденція до скорочення чисельності.
Росте на камінні, раковинах молюсків в субліторальній та псевдоліторальній зоні морів, зрідка в опріснених водах.

## Таксономічний статус
При первісному описі в 1945 році водорость віднесена до роду Ентероморфа, як Enteromorpha maeotica Proshkina-Lavrenko. В подальшому, з накопиченням молекулярних даних, були отримані переконливі свідчення, що рід Ентероморфа не є монофілетичним, а натомість разом з родом Ульва утворюють єдину кладу. Оскільки рід Ульва (Ulva L., 1753) описаний раніше, рід Ентероморфа (Enteromorpha Link, 1820), за правилами ботанічної номенклатури, вважається гомотипічним синонімом. Оновлена назва виду, Ulva maeotica (Proshkina-Lavrenko) P.M.Tsarenko, опублікована 2011 році.

## Загрози, охорона
Загрозами є антропогенне навантаження (евтрофування). Занесена до Червоної книги України (охоронний статус: рідкісний вид), а також до Червоної книги Чорного моря.. Охороняється в ПЗ «Мис Мартьян» та Кримському («Лебединні острови»).